# Nina Foch
Nina Foch (Leiden, Países Baixos, 20 de abril de 1924 – Los Angeles, 5 de dezembro de 2008) foi uma atriz neerlandesa naturalizada estadunidense.
Depois de assinar um contrato com a Columbia Pictures aos dezenove anos, a alta e loira Nina Foch tornou-se regular no estúdio em filmes de terror e filmes noir antes de se estabelecer como atriz coadjuvante em meados da década de 1940 até a década de 1950. Sua carreira durou seis décadas, consistindo em mais de cinquenta longas-metragens e mais de cem aparições na televisão.
Seus papéis mais conhecidos são em An American in Paris (1951), de Vincente Minnelli, Scaramouche (1952), de George Sidney, The Ten Commandments (1956), de Cecil B. DeMille, e Spartacus (1960), de Stanley Kubrick; por Executive Suite (1954), de Robert Wise, ela recebeu uma indicação ao Óscar como melhor atriz coadjuvante.
Foch também trabalhou com destaque na televisão, estrelando em uma infinidade de séries de televisão de 1951 a 2007. Além de atuar, Foch ensinou drama no American Film Institute e na Universidade da Escola do sul da Califórnia de Artes Cinematográficas, de onde foi membro, durante mais de 40 anos, até sua morte, no final de 2008, aos 84 anos de idade.